# Route 10 (Nouvelle-Écosse)
Pour les articles homonymes, voir Route 10.
La route 10 est une route principale de la Nouvelle-Écosse située dans le sud-ouest de la province, reliant Bridgewater à Middleton sur 89 km (55 mi) dans une région plutôt boisée.

## Description du tracé
La route 10 débute à la jonction de la route 325, tout juste au nord-est du centre de Bridgewater. Elle se dirige d'abord vers le nord-ouest pendant plus de 50 km (31 mi), croisant la route 103 à sa sortie 12 dès ses premiers kilomètres, suivant ensuite le fleuve La Hève, puis traversant New Germany. Elle parcourt une région plus isolée alors qu'elle entre dans le comté d'Annapolis, passant près de nombreux lacs tels que les lacs Big LaHave et McGill. À Albany Cross, elle tourne vers le nord pour rejoindre la vallée de la rivière Annapolis.
Après avoir croisé la route 201, elle entre à Middleton. Elle se termine dans le centre de la ville, à la jonction des routes 1 et 362, environ 4 km (2,5 mi) de la route 101.

## Intersections majeures
| Comté     | Ville             | km    | Destinations                                                                                   | Notes                         |
| --------- | ----------------- | ----- | ---------------------------------------------------------------------------------------------- | ----------------------------- |
| Lunenburg | Bridgewater       | 0,00  | Route 325 vers Route 3 / Route 332 / Route 331 – Mahone Bay, Liverpool, Lunenburg              |                               |
| Lunenburg | Bridgewater       | 1,80  | Route 103 – Blockhouse, Halifax, Liverpool, Yarmouth                                           | Sortie 12 de la Route 103     |
| Lunenburg | New Germany       | 26,30 | Route 208 ouest – Caledonia, Parc national de Kejimkujik                                       | Terminus est de la Route 208  |
| Lunenburg | Meiseners Section | 33,20 | Traverse le fleuve La Hève                                                                     | Traverse le fleuve La Hève    |
| Annapolis | Nictaux           | 85,50 | Route 201 – Nictaux West, Wilmot                                                               |                               |
| Annapolis | Middleton         | 87,60 | Traverse la rivière Annapolis                                                                  | Traverse la rivière Annapolis |
| Annapolis | Middleton         | 88,20 | Route 1 vers Route 101 / Route 362 – Margaretsville, Kingston, Halifax, Lawrencetown, Yarmouth |                               |
|           |                   |       |                                                                                                |                               |